# 대황강로
대황강로(Gomchi-ro) 전라남도 곡성군 석곡면 능파삼거리에서 곡성군 오곡면 압록삼거리를 잇는 도로이다.

## 주요 경유지
전라남도
- 곡성군 (석곡면 - 죽곡면 - 오곡면)

## 노선
| 이름         | 접속 노선                       | 소재지 | 소재지 | 비고                    |
| ------------ | ------------------------------- | ------ | ------ | ----------------------- |
| 능파삼거리   | 국도 제27호선 (주석로) (곡순로) | 곡성군 | 석곡면 |                         |
| 덕흥교       |                                 | 곡성군 | 석곡면 |                         |
| 연화삼거리   | 주목로                          | 곡성군 | 죽곡면 |                         |
| 태평삼거리   | 지방도 제840호선 (오죽로)       | 곡성군 | 죽곡면 | 지방도 제840호선과 중복 |
| 태평교       |                                 | 곡성군 | 죽곡면 | 지방도 제840호선과 중복 |
| 태안사삼거리 | 지방도 제840호선 (태안로)       | 곡성군 | 죽곡면 | 지방도 제840호선과 중복 |
| 압록삼거리   | 국도 제17호선 (섬진강로)        | 곡성군 | 오곡면 |                         |

## 주요 건물 및 시설
- 농협 석곡농협주유소 덕곡지점 (대황강로 796/태평리 451-1)